# Atletica leggera ai Giochi della XXVII Olimpiade - Salto in alto femminile
Il salto in alto ha fatto parte del programma di atletica leggera femminile ai Giochi della XXVII Olimpiade. La competizione si è svolta nei giorni 28-30 settembre 2000 allo Stadium Australia di Sydney.

## Presenze ed assenze delle campionesse in carica
| Competizione         | Atleta             | Prestazione | Sydney 2000 |
| -------------------- | ------------------ | ----------- | ----------- |
| Olimpiadi 1996       | Stefka Kostadinova | 2,05 m      | Rit. 1997   |
| Commonwealth 1998    | Heather Turland    | 1,91 m      | Assente     |
| Goodwill Games 1998  | Tisha Waller       | 1,97 m      | Assente     |
| Europei 1998         | Monica Dinescu     | 1,97 m      | Presente    |
| Coppa del mondo 1998 | Monica Dinescu     | 1,98 m      | Presente    |
| Africani 1999        | Hestrie Cloete     | 1,96 m      | Presente    |
| Mondiali 1999        | Inha Babakova      | 1,99 m      | Presente    |
|                      |                    |             |             |
| Mondiali junior 1996 | Julija Lyakhova    | 1,93 m      | Non selez.  |

1. ↑  Sotto la bandiera della Romania.

## Gara
Nella fase eliminatoria sono 13 le atlete a raggiungere la misura richiesta.

In finale, alla misura di 1,96, generalmente una misura selettiva nel salto in alto femminile, ben sette atlete valicano l'asticella. Inaspettatamente va fuori la primatista stagionale Monica Dinescu-Iagăr, una delle favorite alla vigilia.

1,99 è valicato alla prima prova da Elena Elesina e Hestrie Cloete e alla seconda da Kajsa Bergqvist e Oana Pantelimon. A questa quota viene eliminata un'altra favorita, Inha Babakova.

Si sale a 2,01; Elena Elesina e Hestrie Cloete viaggiano in coppia: tutt'e due scavalcano l'asticella alla seconda prova, mentre per la Bergqvist e la Pantelimon non c'è niente da fare. Rimangano la sudafricana e la russa.

A 2,03 sbagliano entrambe. Vince la Elesina, prima russa a vincere il titolo olimpico di salto in alto femminile, poiché la Cloete ha commesso un errore a 1,96. Invece il terzo posto è assegnato ex æquo.

## Risultati

### Turno eliminatorio
Giovedì 28 settembre 2000, ore 9:45.
Qualificazione1,94 m (Q) o le migliori 12 atlete (q)
| Pos | Gruppo | Atleta               | Nazione      | Salti | Salti | Salti | Salti | Salti | Uscita | Note |
| Pos | Gruppo | Atleta               | Nazione      | 1,80  | 1,85  | 1,89  | 1,92  | 1,94  | Uscita | Note |
| --- | ------ | -------------------- | ------------ | ----- | ----- | ----- | ----- | ----- | ------ | ---- |
| 1   | A      | Svetlana Zalevskaya  | Kazakistan   | O     | O     | O     | O     | O     | 1,96   | Q    |
| 1   | A      | Kajsa Bergqvist      | Svezia       | –     | O     | O     | O     | O     | 1,96   | Q    |
| 1   | A      | Viktoriya Palamar    | Ucraina      | O     | O     | O     | O     | O     | 1,96   | Q    |
| 1   | A      | Elena Elesina        | Russia       | O     | O     | O     | O     | O     | 1,96   | Q    |
| 1   | B      | Hestrie Cloete       | Sudafrica    | O     | O     | O     | O     | O     | 1,96   | Q    |
| 1   | B      | Amewu Mensah         | Germania     | O     | O     | O     | O     | O     | 1,96   | Q    |
| 1   | B      | Inha Babakova        | Ucraina      | O     | O     | O     | O     | O     | 1,96   | Q    |
| 1   | B      | Eleonora Milusheva   | Bulgaria     | O     | O     | O     | O     | O     | 1,96   | Q    |
| 9   | A      | Venelina Veneva      | Bulgaria     | O     | O     | O     | XXO   | O     | 1,96   | Q    |
| 10  | B      | Zuzana Hlavoňová     | Rep. Ceca    | XXO   | O     | O     | XO    | O     | 1,96   | Q    |
| 10  | B      | Monica Dinescu-Iagăr | Romania      | O     | O     | XO    | XXO   | O     | 1,96   | Q    |
| 12  | A      | Oana Pantelimon      | Romania      | O     | XXO   | XO    | O     | XXO   | 1,96   | Q    |
| 12  | B      | Yoko Ota             | Giappone     | XO    | O     | XO    | XO    | XXO   | 1,96   | Q    |
| 14  | A      | Ioamnet Quintero     | Cuba         | O     | O     | O     | O     | XXX   | 1,92   |      |
| 15  | A      | Svetlana Lapina      | Russia       | O     | O     | XO    | XO    | XXX   | 1,92   |      |
| 16  | A      | Miki Imai            | Giappone     | O     | O     | XXO   | XO    | XXX   | 1,92   |      |
| 17  | B      | Blanka Vlašić        | Croazia      | O     | O     | O     | XXO   | XXX   | 1,92   |      |
| 18  | A      | Dóra Györffy         | Ungheria     | O     | O     | O     | XXX   |       | 1,89   |      |
| 18  | B      | Hanne Haugland       | Norvegia     | O     | O     | O     | XXX   |       | 1,89   |      |
| 20  | B      | Solange Witteveen    | Argentina    | O     | XO    | O     | XXX   |       | 1,89   |      |
| 21  | A      | Nelė Žilinskienė     | Lituania     | O     | O     | XO    | XXX   |       | 1,89   |      |
| 22  | A      | Marta Mendía         | Spagna       | O     | XO    | XO    | XXX   |       | 1,89   |      |
| 23  | A      | Inna Gliznutsa       | Moldavia     | O     | XO    | XXO   | XXX   |       | 1,89   |      |
| 24  | B      | Karol Damon          | Stati Uniti  | O     | XXO   | XXO   | XXX   |       | 1,89   |      |
| 25  | B      | Linda Horvath        | Austria      | XO    | XXO   | XXO   | XXX   |       | 1,89   |      |
| 26  | A      | Erin Aldrich         | Stati Uniti  | O     | O     | XXX   |       |       | 1,85   |      |
| 26  | B      | Marina Kuptsova      | Russia       | O     | O     | XXX   |       |       | 1,85   |      |
| 28  | B      | Olga Bolşova         | Moldavia     | O     | XO    | XXX   |       |       | 1,85   |      |
| 29  | B      | Iryna Mykhalchenko   | Ucraina      | O     | XXO   | XXX   |       |       | 1,85   |      |
| 30  | B      | Tatjana Shevchik     | Bielorussia  | XO    | XXO   | XXX   |       |       | 1,85   |      |
| 31  | B      | Amy Acuff            | Stati Uniti  | O     | XXX   |       |       |       | 1,80   |      |
| 32  | A      | Alison Inverarity    | Australia    | XO    | XXX   |       |       |       | 1,80   |      |
| 33  | A      | Agni Charalambous    | Cipro        | XXO   | XXX   |       |       |       | 1,80   |      |
| 33  | B      | Nikī Bakogiannī      | Grecia       | XXO   | XXX   |       |       |       | 1,80   |      |
| —   | A      | Hristina Kalcheva    | Bulgaria     | XXX   |       |       |       |       | NM     |      |
| —   | A      | Karen Beautle        | Giamaica     | XXX   |       |       |       |       | NM     |      |
| —   | B      | Līga Kļaviņa         | Lettonia     | XXX   |       |       |       |       | NM     |      |
| —   | B      | Tatyana Efimenko     | Kirghizistan | XXX   |       |       |       |       | NM     |      |

### Finale
Sabato 30 settembre 2000, ore 19:00.
| Pos             | Atleta               | Nazione    | Salti | Salti | Salti | Salti | Salti | Salti | Salti | Misura | Note |
| Pos             | Atleta               | Nazione    | 1,85  | 1,90  | 1,93  | 1,96  | 1,99  | 2,01  | 2,03  | Misura | Note |
| --------------- | -------------------- | ---------- | ----- | ----- | ----- | ----- | ----- | ----- | ----- | ------ | ---- |
|                 | Elena Elesina        | Russia     | O     | O     | O     | O     | O     | XO    | XXX   | 2,01   |      |
|                 | Hestrie Cloete       | Sudafrica  | O     | O     | O     | XO    | O     | XO    | XXX   | 2,01   |      |
|                 | Kajsa Bergqvist      | Svezia     | O     | O     | O     | O     | XO    | X–    | XX    | 1,99   |      |
| Oana Pantelimon | Romania              | O          | O     | O     | O     | XO    | XXX   |       | 1,99  |        |      |
| 5               | Inha Babakova        | Ucraina    | O     | O     | XO    | O     | XXX   |       |       | 1,96   |      |
| 6               | Svetlana Zalevskaja  | Kazakistan | XO    | XO    | O     | O     | XXX   |       |       | 1,96   |      |
| 7               | Viktoria Palamar     | Ucraina    | O     | O     | XO    | XXO   | XXX   |       |       | 1,96   |      |
| 8               | Amewu Mensah         | Germania   | O     | O     | O     | XXX   |       |       |       | 1,93   |      |
| 9               | Venelina Veneva      | Bulgaria   | O     | O     | XO    | XXX   |       |       |       | 1,93   |      |
| 9               | Monica Dinescu-Iagăr | Romania    | O     | O     | XO    | XXX   |       |       |       | 1,93   |      |
| 11              | Yoko Ota             | Giappone   | O     | XO    | –     | XXX   |       |       |       | 1,90   |      |
| 11              | Zuzana Kováčiková    | Rep. Ceca  | O     | XO    | XXX   |       |       |       |       | 1,90   |      |
| 13              | Eleonora Milusheva   | Bulgaria   | O     | XO    | XXX   |       |       |       |       | 1,90   |      |